# Myoglobinurie
Als Myoglobinurie wird die Ausscheidung von Myoglobin im Urin bezeichnet.
Ursächlich sind alle Krankheitsprozesse oder Verletzungen der quergestreiften- und Herzmuskulatur, die zu erhöhten Myoglobinwerten im Blut (Myoglobinämie) führen. Aufgrund seiner niedrigen Molekülmasse von 17.100 Dalton wird Myoglobin rasch über die Nieren ausgeschieden und stellt daher einen sehr sensitiven Parameter einer Myoglobinämie dar.
Infolge einer ausgeprägten Myoglobinurie (wie z. B. beim Crush-Syndrom) kann eine akute Niereninsuffizienz (Crush-Niere) auftreten. Umgekehrt kommt es vor allem bei einer fortgeschrittenen Niereninsuffizienz schneller zu erhöhter Myoglobinkonzentration im Blut.

## Sonderformen
- idiopathische paroxysmale Myoglobinurie
- paralytische Myoglobinurie (bei Mensch und Tier)
  - paralytische Myoglobinurie ist ein Symptom der Haffkrankheit
  - paralytische Myoglobinurie bei Pferden; siehe Kreuzverschlag